# Agustina García
Agustina Sol García (Buenos Aires, 14 giugno 1996) è una cestista argentina.

## Carriera
Con l'Argentina ha disputato due edizioni dei Campionati americani (2019, 2021).